# Königs-Escolar
Der Königs-Escolar (Rexea solandri) ist eine Fischart aus der Familie der Schlangenmakrelen (Gempylidae).
Cuvier (in Cuvier et Valenciennes 1832) hat die Art (als „Thyrsites Solandri“) auf Grund der Angaben beschrieben, die Daniel Solander als ihr Entdecker (vor Neuseeland – auf James Cooks Erster Südseefahrt) im Dezember 1769 von ihr (als „Scomber macrophthalmus“) gegeben hatte.

## Etymologie
Der wissenschaftliche Name scheint eine [Art], „die gerne zerreißt, zerfleischt“ (ρηξεῖα) zu bedeuten – wobei Edgar R. Waite (1911) bei „Rexea“ auch der (zufällige) Anklang an (lat.) rex, „König“, vorgeschwebt haben mag: wegen des Silberglanzes heißt der Fisch bei vielen Fischern (übersetzt) „Königsbarracouta, -student, -kleinodfisch“ u. ä.

## Systematik und Aussehen
Innerhalb der Gempylidae (Schlangenmakrelen) leitet die Gattung Rexea (6 Arten) von den tunfischähnlichen zu den aalartigen Formen über. Der bis 120 cm lange, dann bis 16 kg schwere (und ca. 15 Jahre alte) großäugige Fisch ist gestreckt torpedoförmig, wobei im Profil die Bauchkante länger als die Rückenlinie ist. Der Rücken ist dunkel bläulich, die Seiten sind silbrig. Auffallend ist die Seitenlinie: Sie teilt sich oberhalb der Brustflosse in zwei Äste: der dorsale verläuft gestreckt weit oben bis fast zum (kurzen) Schwanzstiel, der ventrale schweift bogig bis auf die Schwanzflosse.
Flossenformel: D1 XVII–XVIII (sehr gedehnt, doppelt so lang wie D2; vorne mit schwarzem Fleck);  D2 I/16–19 (nach hinten Übergang in 2–3 Flössel); A II/13–16, P 15–16, V I/3 (bleibt im Wachstum völlig zurück).
Bei den Larven ist die D1 sehr hoch, wie beim Segelfisch, und der V-Hartstrahl noch lang. Der Fisch ist erst mit 25 cm Länge ganz (fein) beschuppt. Er hat 36 Wirbel im Rückgrat. Seine Zähne sind besonders vorne im Maul groß, zum „Zerfleischen“ geeignet.

## Vorkommen
An den Kontinentalabhängen Australiens, benachbarter Inseln und wahrscheinlich auch an denen zwischen Ostafrika und Japan, durch den südlichen Indik, tropisch bis subtropisch (die anderen Arten leben im selben Gebiet, bleiben aber kleiner; Zuordnung mitunter unsicher).

## Verhalten
Der Königs-Escolar lebt (in Schulen) meist nahe dem Substrat (in 200–450 m), steigt aber auch gern ins Freiwasser bis in Oberflächennähe auf, z. T. jahreszeitlich. Er ist ein mesopelagischer Räuber (in 100 – 800 m Tiefe). Die Nahrung besteht aus Fischen, Tintenfischen und Garnelen. Er laicht (etwa vor New South Wales) pelagisch von Mai bis September, wahrscheinlich in durchlichteten Tiefen und relativ küstennahe. Die schwarmlebenden Jungfische werden erst mit ca. 17 cm Länge benthopelagisch. Infolge geringer Vermehrung ist der „Königsfisch“ durch Überfischung potenziell gefährdet.

## Befischung
Da er ein beliebter Speisefisch ist (besonders geräuchert), hat die australische Behörde seit einem drastischen Rückgang der Fangerträge nach 1989 (an der südöstlichen und tasmanischen Küste) festgestellt, dass es offenbar zwei südaustralische Populationen gibt, und den Fang der bedrohten beschränkt, während die südwestliche weiter befischt werden darf. Dass es mehrere Populationen gibt, zeigt nicht zuletzt deren unterschiedlicher Endoparasiten-Befund. Der Gehalt an Wachs-Estern (s. Ruvettus und Lepidocybium) ist bei Rexea (praktisch nur im Rogen, wie bei vielen marinen Fischen) so gering, dass er keine Keriorrhoe (Durchfall) hervorruft.

## Einzelbelege
1. ↑  André E. Punt, Anthony D. M. Smith: Harvest strategy evaluation for the eastern stock of gemfish (Rexea solandri). In: ICES Journal of Marine Science. Bd. 56, Nr. 6, 1999, ISSN 1054-3139, S. 860–875, doi:10.1006/jmsc.1999.0538.
2. ↑  Peter Vlieg, Denis R. Body: Lipid contents and fatty acid composition of some New Zealand freshwater finfish and marine finfish, shellfish, and roes. In: New Zealand Journal of Marine and Freshwater Research. Bd. 22, Nr. 2, 1988, ISSN 0028-8330, S. 151–162, doi:10.1080/00288330.1988.9516287.